# Цагатуй
Цага́туй (бур. Сагаатай) — улус в Джидинском районе Бурятии. Административный центр сельского поселения «Цагатуйское».

## Географическое положение
Цагатуй расположен у подножия Малого Хамар-Дабана, в 12 км к северу от райцентра — села Петропавловка, на речке Цагатуй, левом притоке Джиды.

## История
С середины XVII века в местность, где ныне расположен Цагатуй, начали переселяться монгольские племена сартулов, табангутов, сонголов и др., ведших тогда кочевой образ жизни и в XIX веке начавших переходить к оседлости. В Цагатуе с давних времён живут представители шести бурятских родов: сартулы, атаганы, табангуты, сонголы, хурамша и арбатан. Последние два — представители предбайкальских племён эхиритов и булагатов, пришедших сюда позже со стороны низовьев Селенги.
Приказом по Забайкальскому казачьему войску № 248 от 22 марта 1916 года Верхне-Цагатуйское урочище Гэгэтуйской станицы было переименовано в Верхне-Селивановское в честь бывшего Войскового наказного атамана Забайкальского казачьего войска генерала от инфантерии Селиванова.
Современная история улуса началась с 1928 года, когда разрозненные крестьянские хозяйства были собраны в коммуны "ЦК комсомола", "Ударник" и "РККА", которые в 1934 году были преобразованы в колхоз имени Кирова. Председателем колхоза был избран Галсан Ванжилович Ванжилов. За успехи в труде и в снабжении фронта продовольствием в 1942 году цагатуйский колхоз был награждён переходящим Красным Знаменем Джидинского района. Осенью 1958 года колхоз имени Кирова и соседний "Улан-Ичётуй" объединились в хозяйство, которому дали имя первого бурятского учёного Доржи Банзарова. В 1991 году цагатуйцы решили создать самостоятельное хозяйство — колхоз "Цагатуй". Председателем выбрали Батомунко Цыреновича Балданова.

## Население
| 2002 | 2010 | 2012 | 2013 | 2014 | 2015 | 2016 |
| ---- | ---- | ---- | ---- | ---- | ---- | ---- |
| 765  | ↗766 | ↘759 | ↘749 | ↘743 | ↘724 | ↘702 |
| 2017 | 2018 | 2019 | 2020 | 2021 | 2023 | 2024 |
| ↘698 | ↘675 | ↘651 | ↗662 | ↗710 | ↗718 | ↘710 |

Национальный состав
Население полностью бурятское.

## Известные уроженцы, жители
- Шарапов, Айдар Чагдурович (1973—2002) — сотрудник Министерства внутренних дел Российской Федерации, старший прапорщик милиции, погиб при исполнении служебных обязанностей во время Второй чеченской войны.

- Сосоров Нимбу Сосорович — гэбши-лама Сартул-Гэгэтуйского дацана, целитель (тибетская медицина).

## Инфраструктура
В улусе насчитывается 206 дворов. Имеется сельская администрация, почта, два магазина, фельдшерско-акушерский пункт, Дом культуры, библиотека, средняя школа детско-юношеская спортивная школа, детский сад «Ургы». Методом народной стройки возведён сельский стадион.
Большая часть жителей занята в сельском хозяйстве. В окрестностях улуса есть несколько фермерских точек.

## Достопримечательности
- Баян Баабай — священная гора
- Алтан Туяа — фольклорный ансамбль
- Краеведческий музей в школе

## Объекты культурного наследия (памятники истории и культуры)
1. Могильник I (X—XV вв. н. э.).	В 11 км к северо-северо-западу от с. Цагатуй, в 10-40 м к востоку от просёлочной дороги, ведущей к крестьянскому хозяйству, в 500-800 м от него, восточнее речки Зун-Гол.
2. Могильник II (X—XV вв. н. э.).	В 800 м южнее могильника I, восточнее просёлочной дороги.
3. Могильник III (X—XV вв. н. э.).	На 1,2 км южнее могильника II, в 8.5 км северо-северо-западнее с. Цагатуй.
4. Могильник IV (X—XV вв. н. э.). 	В 4 км южнее по просёлочной дороге от могильника III, в 4,5 км к северо-северо-западу от с. Цагатуй, в 5 м западнее дороги, в 1,2 км южнее отворота на крестьянское хозяйство Дымчикова.
5. Херексур. (II—I тыс. до н. э.).	В 300 м на юго-восток от могильника IV, в 4,2 км северо-западнее с. Цагатуй, в 25-30 м к востоку от просёлочной дороги.
6. Могильник Обинэ-Добо (II—I тыс. до н. э. — X—XV вв. н. э.).	На левом берегу реки Цагатуй, в 3-3,5 км к северо-западу от с. Цагатуй в местности Обинэ-Добо, к северо-востоку от бывшего пионерского лагеря по обе стороны дороги.
7. Могильник V (II—I тыс. до н. э. — X—XV вв. н. э.).	В 1,7 км севернее с. Цагатуй , к востоку от дороги на вершине холма и его восточном склоне.
8. Херексур Байца. (II—I тыс. до н. э.).	На правом берегу реки Цагатуй в местности Байца напротив могильника IV в небольшом распадке на южном склоне холма в 300 м западнее просёлочной дороги.

### Документы о принятии памятников на государственную охрану
- № 624 — Постановление Совета Министров РСФСР от 04.12.74 г.

- № 379 — Постановление Совета Министров Бурятской АССР от 29.09.71 г.

- № 134 — Постановление Совета Министров Бурятской АССР от 26.05.83 г.

- № 242 — Постановление Правительства Республики Бурятия от 09.07.96 г.

- № 337 — Постановление Правительства Республики Бурятия от 28.09.01г.